# چارلز جان استنلی گوف
چارلز جان استنلی گوف (انگلیسی: Charles John Stanley Gough; ۲۸ ژانویهٔ ۱۸۳۲ – ۶ سپتامبر ۱۹۱۲) فرد نظامی اهل بریتانیا بود. وی همچنین برندهٔ جوایزی همچون صلیب ویکتوریا شده‌است.